# Phytomyza seneciovora
Phytomyza seneciovora este o specie de muște din genul Phytomyza, familia Agromyzidae, descrisă de Spencer în anul 1959. Conform Catalogue of Life specia Phytomyza seneciovora nu are subspecii cunoscute.